# Bole (Chiny)
Bole lub Bortala (chiń. upr. 博乐; chiń. trad. 博樂; pinyin Bólè; ujg. بۆرتالا, Börtala) – miasto w północno-zachodnich Chinach, w Sinciangu, w pobliżu granicy z Kazachstanem. W 2003 roku miasto zamieszkiwało ok. 403 tys. osób.
Siedziba prefektury autonomicznej Bortala.